# Се Цзеши
Се Цзеши (кит. трад. 謝介石, упр. 谢介石, пиньинь Xiè Jièshí, 1878—1946) — политический деятель первой половины XX века, занимал различные министерские посты в Маньчжоу-го.

## Биография
Се Цзеши родился в 1878 году в уезде Синьчжу Тайбэйской управы провинции Фуцзянь Цинской империи, изучал японский язык в японской школе. С 1896 года Тайвань был передан Японии, и Се Цзеши был переводчиком при японском премьер-министре Ито Хиробуми, когда тот посетил Тайвань. Ито Хиробуми был впечатлён способностями молодого Се Цзеши, и рекомендовал того для учёбы в токийском университете Мэйдзи. В этом университете Се Цзеши изучил юриспруденцию.
После Синьхайской революции Се Цзеши в 1913 году приехал в Китай и стал секретарём у генерала-монархиста Чжан Сюня. В 1915 году он отказался от японского гражданства в пользу китайского. В 1917 году Се Цзеши принял участие в попытке реставрации империи Цин и служил исполняющим обязанности распорядителя иностранных дел в существовавшем короткое время монархическом правительстве. После подавления путча Се Цзеши остался сторонником восстановления династии Цин и сопутствовал Айсиньгьоро Пуи, когда тот был изгнан из Запретного города и перебрался на территорию японской концессии в Тяньцзине.
Затем Се Цзеши пошёл на службу к милитаристу из провинции Гирин Си Ця, и способствовал его переговорам с представителями императорской армии Японии после Маньчжурского инцидента 1931 года, в результате которых Си Ця объявил о независимости провинции Гирин от Китайской республики и о создании временного правительства.
После образования в 1932 году государства Маньчжоу-го Се Цзеши стал его первым министром иностранных дел. Благодаря его деятельности в 1930-х годах в Маньчжоу-го переселилось много эмигрантов с Тайваня. 19 июня 1935 года он стал чрезвычайным и полномочным послом Маньчжоу-го в Японии. В 1937 году Се Цзеши вернулся в Маньчжоу-го и занял пост министра промышленности.
После ликвидации Маньчжоу-го в 1945 году Се Цзеши был арестован китайскими властями как японский пособник и в 1946 году умер в пекинской тюрьме.